# ToA
Czas nadejścia sygnału, ang. Time of Arrival, TOA lub ToA, nazywany również czasem przelotu, ToF – jest to czas, w jakim sygnał pokonuje drogę od nadajnika do odbiornika. Ze stosunku prędkości światła w próżni oraz częstotliwości nośnej sygnału czas jest miarą dla odległości pomiędzy nadajnikiem a odbiornikiem. Jednakże w niektórych publikacjach ignoruje się fakt, że zasada ta jest jasno określona dla próżni, ale zmienia się dla wszystkich innych materiałów, przez które przenika fala radiowa.
W porównaniu do techniki TDoA, czas nadejścia sygnału wykorzystuje skończony czas nadejścia na stacji bazowej, zamiast pomiaru różnicy pomiędzy „wyjściem” sygnału z jednej stacji a jego nadejściem do drugiej stacji. Odległość może być bezpośrednio wyliczona z czasu nadejścia, ponieważ sygnał radiowy rozprzestrzenia się ze znaną prędkością. Dane czasów nadejścia sygnału z dwóch stacji bazowych zawężą pozycję do obszaru koła; dane z trzeciej stacji bazowej są wymagane do wyliczenia dokładnej pozycji punktu. Wiele systemów radiolokacyjnych, także GPS korzysta z ToA.

## Metody synchronizacji
Podobnie jak w przypadku TDoA, synchronizacja stacji bazowej sieci z powiązanymi stacjami lokalizacyjnymi jest bardzo ważna. Taką synchronizację można przeprowadzić na parę różnych sposobów za pomocą:
- zegara synchronizacji po obu stronach. Niedokładność synchronizacji zegarów przekłada się bezpośrednio na brak precyzji lokalizacji,
- dwóch sygnałów, które mają różne częstotliwości, a przez to różne prędkości rozprzestrzeniania się. W ten sposób można obliczyć odległość od wyładowania atmosferycznego (prędkość światła oraz prędkość dźwięku),
- pomiaru do punktu referencyjnego lub pomiaru wyzwalanego przez ten punkt,
- bez bezpośredniej synchronizacji, lecz z kompensacją różnic fazowych zegarów.

## Technika TWR
Technika TWR (ang. Two Way Ranging) jest metodą pomiaru odległości pomiędzy dwoma współpracującymi urządzeniami radiowymi. Jeśli synchronizacja oscylatora w nadajniku nie jest możliwa, co oznacza, że wskazania zegarów będą się różnić, wówczas zastosowanie pomiaru drogi do drugiej stacji i z powrotem do pierwszego nadajnika kompensuje częściowo różnice fazowe pomiędzy oscylatorami. Taka koncepcja jest zastosowana w systemach lokalizacyjnych czasu rzeczywistego (RTLS – Real Time Location Systems) zgodnie z definicją normy międzynarodowej ISO/IEC FCD 24730-5.

## Literatura
Pierwszy opis tej koncepcji jest zawarty w. W przeciwieństwie do niektórych błędnych wyjaśnień, koncepcja ta może być stosowana zarówno z modulacją IEEE 802.15.4aCSS, jak i IEEE 802.15.4aUWB.